# British Independent Film Awards 2003
Die 6. Verleihung der British Independent Film Awards fand 2003 im Hammersmith Palais in London (Hammersmith) statt. Die Veranstaltung wurde moderiert von Andrea Oliver.

## Jury
- Daniel Battsek, Vizepräsident von Buena Vista International (UK) Ltd
- Peter Watson, Direktor von Recorded Picture Company
- Tracey Scoffield, Direktorin von Rainmark Films
- Bill Nighy, Schauspieler (Per Anhalter durch die Galaxis)
- Colin Vaines, Vizepräsident von Miramax Europa
- Meera Syal, Schauspielerin und Schriftstellerin (Anita and Me)
- Roman Osin, Kameramann
- Kevin Macdonald, Regisseur (Der letzte König von Schottland)
- Lindy King
- Tom Hollander, Schauspieler (Enigma – Das Geheimnis)
- Lindy Hemming, Kostümbildnerin
- Parminder Nagra, Schauspielerin (Kick It Like Beckham)

## Nominierungen und Preise
| Preis                                               | Originalbezeichnung                                                             | Nominierungen | Preisträger         |
| --------------------------------------------------- | ------------------------------------------------------------------------------- | --- | ------------------- |
| Bester britischer Independentfilm                   | Best British Independent Film                                                   | - 28 Days Later - Buffalo Soldiers - Dirty Pretty Things - The Magdalene Sisters - Young Adam | Dirty Pretty Things |
| Bester britischer Kurzfilm                          | Best British Short Film                                                         | - 72 Faced Liar - Dad’s Dead - Extension 21 - Perfect - Salary Man 6 | Dad’s Dead          |
| Beste britische Dokumentation                       | Best British Documentary                                                        | - 100 Doors - BUGS! - Bodysong - Hoover Street Revival - The Game Of Their Lives | Bodysong            |
| Bester ausländischer Independentfilm                | Best Foreign Independent Film                                                   | - Belleville Rendez-Vous - City of God - Secretary - Spirited Away - Whale Rider | City of God         |
| Bester Schauspieler                                 | Best Performance by an Actor in a British Independent Film                      | - Kevin McKidd in 16 Years of Alcohol - Joaquin Phoenix in Buffalo Soldiers - Chiwetel Ejiofor in Dirty Pretty Things - Paddy Considine in In America - Ewan McGregor in Young Adam | Chiwetel Ejiofor    |
| Beste Schauspielerin                                | Best Performance by an Actress in a British Independent Film                    | - Samantha Morton in In America - Helena Bonham Carter in The Heart of Me - Olivia Williams in The Heart of Me - Kate Ashfield in This Little Life - Tilda Swinton in Young Adam | Olivia Williams     |
| Bester Nebendarsteller oder beste Nebendarstellerin | Best Performance by a Supporting Actor or Actress in a British Independent Film | - Susan Lynch in 16 Years of Alcohol - Sophie Okonedo in Dirty Pretty Things - Benedict Wong in Dirty Pretty Things - Shirley Henderson in Wilbur Wants to Kill Himself - Adrian Rawlins in Wilbur Wants to Kill Himself | Susan Lynch         |
| Beste Regie                                         | Best Director of a British Independent Film                                     | - Danny Boyle für 28 Days Later - Stephen Frears für Dirty Pretty Things - Jim Sheridan für In America - Michael Winterbottom für In This World - David MacKenzie für Young Adam | Stephen Frears      |
| Douglas Hickox Award                                | The Douglas Hickox Award                                                        | - Richard Jobson für 16 Years of Alcohol - Jeremy Wooding für Bollywood Queen - Stephen Fry für Bright Young Things - Penny Woolcock für The Principles of Lust - Sarah Gavron für This Little Life | Richard Jobson      |
| Bester Newcomer                                     | Most Promising Newcomer                                                         | - Fenella Woolgar in Bright Young Things - Chiwetel Ejiofor in Dirty Pretty Things - Romola Garai in I Capture The Castle - Harry Eden in Pure - Jamie Sives in Wilbur Wants to Kill Himself | Harry Eden          |
| Bestes Drehbuch                                     | Best Screenplay                                                                 | - Eric Weiss für Buffalo Soldiers - Nora Maccoby für Buffalo Soldiers - Gregor Jordon für Buffalo Soldiers - Tim Firth für Calendar Girls - Juliette Towhidi für Calendar Girls - Steve Knight für Dirty Pretty Things - Peter Mullan für The Magdalene Sisters - Anders Thomas Jensen für Wilbur Wants to Kill Himself - Lone Scherfig für Wilbur Wants to Kill Himself | Steve Knight        |
| Beste Produktion                                    | Best Achievement In Production                                                  | - 16 Years of Alcohol - 28 Days Later - Bright Young Things - Buffalo Soldiers - In This World | In This World       |
| Beste Technik                                       | Best Technical Achievement                                                      | - John Rhodes für 16 Years of Alcohol - Michael Howells für Bright Young Things - David Holmes für Buffalo Soldiers - Stuart Wilson für In This World - Joakim Sundstr für In This World - Tim Alban für In This World - Peter Christelis für In This World | Peter Christelis    |

Weitere Preise:
- Spezialpreis der Jury: Jeremy Thomas
- The Variety Award: Ian McKellen
- British Airways Bursary: Lenka Clayton
- The Richard Harris Award: John Hurt